# Phractura longicauda
Phractura longicauda är en fiskart som beskrevs av Boulenger, 1903. Phractura longicauda ingår i släktet Phractura och familjen Amphiliidae. IUCN kategoriserar arten globalt som livskraftig. Inga underarter finns listade i Catalogue of Life.